# Shaun White
Shaun Roger White (ur. 3 września 1986 w San Diego) – amerykański profesjonalny snowboardzista i skateboardzista, trzykrotny złoty medalista zimowych igrzysk olimpijskich. Znany jest z „burzy” czerwonych włosów, dzięki której zyskał przydomek „latającego pomidora”.

## Życie osobiste
White urodził się z tetralogią Fallota, wrodzoną wadą serca, z powodu której, jeszcze przed ukończeniem pierwszego roku życia, przeszedł dwie operacje na otwartym sercu. Jego pierwsze snowboardingowe próby miały miejsce w Okemo Mountain i Bear Mountain, małych kurortach narciarskich w stanie Vermont, a także w Górach San Bernardino w Karolinie Południowej.
W pierwszych latach kariery White wykorzystywał swój przydomek „latającego pomidora” nosząc opaski z charakterystycznym logiem, jednak z czasem „zrobiło się to dla niego męczące.”

## Kariera snowboardowa
Kariera skateboardowa White’a zaczęła rozkwitać w tym samym okresie, co jego popularność w snowboardingu. W wieku 9 lat zwrócił na siebie uwagę m.in. Tony’ego Hawka, którego poznał w lokalnym skateparku. Dzięki niemu Shaun, mając 17 lat, zaistniał na profesjonalnej scenie skateboardowej. Od tego czasu zdobył wiele mistrzowskich wyróżnień oraz prestiżowy tytuł Action Sports Tour Champion, zdobyty za umiejętności skateboardowe, a także osiągnięcia w X Games (igrzyska sportów ekstremalnych). Podobnie jak jego starszy brat, White w wieku sześciu lat przestał uprawiać narciarstwo na rzecz snowboardingu, a już rok później uzyskał pierwszego sponsora.
Shaun wygrał trzy złote medale olimpijskie w konkurencji halfpipe. Regularnie uczestniczy w zimowych X Games, na których każdego roku, począwszy od 2002, zdobywa medal. W sumie posiada 18 medali X Games (13 złotych, 3 srebrne i 2 brązowe). W 2003 i 2004 był zwycięzcą zawodów Air & Style.
White jest pierwszym zawodnikiem w historii, któremu udało się sięgnąć po złoty medal zarówno w zimowych, jak i letnich X Games w dwóch różnych sportach. Poza tym pozostaje pierwszym i jedynym sportowcem, który wygrał i letni, i zimowy Dew Cup.

### Zimowe Igrzyska Olimpijskie 2006
Na Zimowych Igrzyskach Olimpijskich 2006 White wygrał złoty medal w konkurencji halfpipe. Po pierwszym zjeździe kwalifikacyjnym był bliski odpadnięcia z rywalizacji, zdobywając jedynie 37.7 punktów. Jednak w drugim zjeździe poprawił wynik na 45.3 punktów. W finale uzyskał 46.8 punktów (50 to maksymalny wynik), które pozwoliły na zdobycie złota. Srebrny medalista, Amerykanin Danny Kass, uzyskał 44 punkty.

### 2007 i 2008
W 2007 roku White zdobył złoty medal w konkurencji halfpipe oraz 3. miejsce w slopestyle podczas zawodów Burton U.S. Open, a także, jako pierwszy, zyskał tytuł Burton Global Open Champion. Jego wynagrodzenie w ramach tego turnieju wyniosło 100.000 dolarów (Global Open Champion), 20.000 dolarów (1. miejsce w halfpipe), 90.000 dolarów (3. miejsce w slopestyle) oraz samochód (Chevrolet Corvette). W 2008 roku po raz trzeci z rzędu zajął 1. miejsce w halfpipe podczas U.S. Open Snowboarding Championships.

### 2009

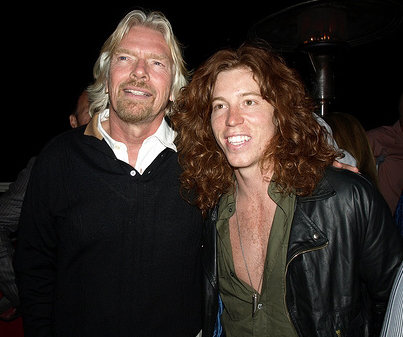
White z sir Richardem Bransonem.

W 2009 roku White zajął 1. miejsce w konkurencji superpipe podczas X Games XIII. Stał się tym samym drugim zawodnikiem w historii, po Tannerze Hallu, który obronił tytuł w superpipe z roku wcześniejszego. Poza tym, po dwóch latach zdobywania brązu, wygrał złoty medal w slopestyle.
14 lutego White wygrał złoto w konkurencji halfpipe podczas zawodów FIS Snowboard World Cup, odbywających się w Cypress Mountain Resort w Vancouver. Jego pierwszy przejazd finałowy otrzymał najwyższą notę w historii FIS, 47.3 punktów.

### Zimowe Igrzyska Olimpijskie 2010
Podczas Zimowych Igrzysk Olimpijskich 2010 w Vancouver White ponownie zdobył złoty medal w konkurencji halfpipe. W pierwszym zjeździe finałowym uzyskał 46.8 punktów, co gwarantowało mu złoty medal. Jednak Shaun zdecydował się na drugi zjazd, który ukończył Double McTwistem 1260, nazwanym przez niego Tomahawkiem. Przejazd ten otrzymał notę 48.4, ustanawiając tym samym nowy rekord Igrzysk Olimpijskich (wcześniejszy także należał do White’a i wynosił 46.8).

### Zimowe Igrzyska Olimpijskie 2014 w Soczi
Podczas zawodów White niespodziewanie po złym pierwszym przejeździe zajmował 11. miejsce. Po drugiej próbie ostatecznie uplasował się na 4. miejscu nie zdobywając medalu. W swojej drugiej próbie uzyskał wynik 90.25 punktów mimo dwóch błędów.

### Zimowe Igrzyska Olimpijskie 2018 w Pjongczangu
White zwyciężył w eliminacjach do Half-pipe, otrzymując wyjątkowo wysoką notę 98,50 punktów. W finale prowadził po pierwszym przejeździe; po wyprzedzającym go występie Ayumu Hirano (95,25 punktów) wykonał przejazd obfitujący w skoki ponad 5 metrów i oceniony na 97,75 punktów, w ten sposób zapewniając sobie pierwsze miejsce i złoto.

### Zimowe Igrzyska Olimpijskie 2022 w Pekinie
Shaun White zajął 4. miejsce w kwalifikacjach i powtórzył ten rezultat w finale.

## Osiągnięcia

### Igrzyska olimpijskie
| Miejsce | Dzień     | Rok  | Miejscowość | Konkurencja | Zwycięzca           |
| ------- | --------- | ---- | ----------- | ----------- | ------------------- |
| 1.      | 12 lutego | 2006 | Turyn       | Halfpipe    | -                   |
| 1.      | 17 lutego | 2010 | Vancouver   | Halfpipe    | -                   |
| 4.      | 11 lutego | 2014 | Soczi       | Halfpipe    | Iouri Podladtchikov |
| 1.      | 14 lutego | 2018 | Pjongczang  | Halfpipe    | -                   |
| 4.      | 11 lutego | 2022 | Pekin       | Halfpipe    | Ayumu Hirano        |

### Puchar Świata

#### Miejsca w klasyfikacji generalnej
- sezon 2000/2001: -
- sezon 2004/2005: -
- sezon 2008/2009: 80.
- sezon 2009/2010: 70.
  - AFU[11]
- sezon 2012/2013: 22.
- sezon 2013/2014: 34.
- sezon 2016/2017: 13.
- sezon 2017/2018: 11.

#### Zwycięstwa w zawodach
1. Lake Placid – 5 marca 2005 (Halfpipe)
2. Cypress Mountain Resort–14 lutego 2009 (Halfpipe)
3. Cardrona–25 sierpnia 2009 (Halfpipe)
4. Park City–1 lutego 2013 (Halfpipe)
5. Mammoth Mountain – 5 lutego 2017 (Halfpipe)

#### Pozostałe miejsca na podium w zawodach
1. Copper Mountain–22 grudnia 2013 (slopestyle) – 3. miejsce
2. Bokwang–19 lutego 2017 (halfpipe) – 2. miejsce
3. Copper Mountain – 9 grudnia 2017 (halfpipe) – 3. miejsce

## Project X
Jednym z czołowych sponsorów White’a pozostaje Red Bull. Producent napojów energetycznych ufundował mu w Silverton w Kolorado prywatny, najnowocześniejszy na świecie, obiekt snowboardingowy. Koszt jego budowy wyniósł ponad milion dolarów. Poza tym Red Bull zapewnia White'owi transport helikopterem z każdego miejsca świata oraz stałe dostawy śniegu.

## Sponsorzy
Do sponsorów White’a należą: Burton Snowboards, Oakley, Inc., Birdhouse Skateboards, Park City Mountain Resort, Target Corporation, Red Bull, Ubisoft, Adio oraz Hewlett-Packard.

## Obecność w mediach
- Pierwszy wywiad z White’em ukazał się w magazynie TransWorld SNOWboarding w 2003 roku[13].
- White wystąpił w filmie dokumentalnym First Descent z 2005 roku.
- White był jednym z kilku profesjonalnych snowboardzistów, którzy byli współautorami jednego z wydań Snowboarder Magazine (luty 2008)[14].
- White jest głównym bohaterem gry Shaun White Snowboarding. Została ona oficjalnie zaprezentowana przez Shauna, który zagrał w nią na konferencji prasowej Nintendo E3.
- W 2010 roku premierę miał film Don't Look Down, który przedstawia życie White’a po osiągnięciu olimpijskiego sukcesu.
- Zdjęcie White’a znajduje się na okładce książki The Complete Book of the Winter Olympics: 2010 Edition[15].
- White pojawiał się gościnnie w wielu programach telewizyjnych, w tym m.in.: Jimmy Kimmel Live!, The Tonight Show with Conan O’Brien, Late Show with David Letterman, Ellen: The Ellen DeGeneres Show oraz The Tonight Show with Jay Leno[16].

## Ciekawostki
- Magazyn Forbes oszacował, że w 2008 roku White zarobił dzięki sponsorom ok. 9 milionów dolarów[17].
- Ten sam magazyn wyróżnił Shauna, ex aequo z łyżwiarką Kim Yu-ną, jako najbogatszych sportowców Igrzysk Olimpijskich w Vancouver. Każde z nich zarobiło bowiem w 2009 roku po ok. 8 milionów dolarów[18].
- Gra Shaun White Snowboarding rozeszła się na świecie w ponad 3 milionach kopii.
- White otrzymał nagrodę magazynu Revolver dla najbardziej metalowego sportowca.
- W 2007 roku, podczas gali Spike Guys' Choice Awards, White otrzymał symboliczny tytuł „prezesa snowboardingu”.
- Shaun w roku 2017  wystąpił w serialu Nickelodeon "Niebezpieczny Henryk" jako Shaun White w odcinku 25, sezonu 3.